# Brooke Hemphill
Œuvres principales
Lesbian for a Year
Brooke Hemphill est une auteure et rédactrice de revue australienne basée à Sydney.

## Biographie
En 2014 elle écrit un livre intitulé Lesbian for a Year: A memoirsur son expérience d'une année en tant que lesbienne, mais sans évoquer les difficultés du coming out, ni les défis de vivre sous cette étiquette. Le livre à sa sortie suscite de grands débats : s'il est positif de voir aborder la question du lesbianisme, Hemphill en présente au lectorat une forme non menaçante et dépourvue de millitantisme politique. De plus l'autrice évoquant dans le livre son atirrance pour les hommes, il a été critiqué pour son utilisation d'un angle lesbien dans son titre, plutôt que celui de la bisexualité. Le livre a été débattu sur les forums et Twitter, questionnant sa légitimité à aborder les questions lesbiennes pour une période d'un an, ce qui en fait un récit de tourisme dans les milieux lesbiens,,.